# Kanton Excideuil
Kanton Excideuil (francouzsky Canton d'Excideuil) je francouzský kanton v departementu Dordogne v regionu Akvitánie. Tvoří ho 14 obcí.

## Obce kantonu
- Anlhiac
- Clermont-d'Excideuil
- Excideuil
- Génis
- Preyssac-d'Excideuil
- Sainte-Trie
- Saint-Germain-des-Prés
- Saint-Jory-las-Bloux
- Saint-Martial-d'Albarède
- Saint-Médard-d'Excideuil
- Saint-Mesmin
- Saint-Pantaly-d'Excideuil
- Saint-Raphaël
- Salagnac